# Pehr Henrik Ling

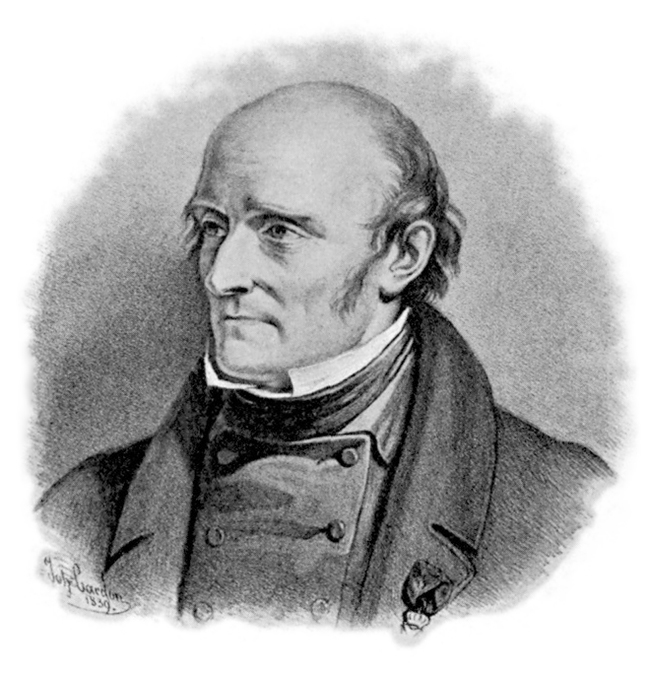
Gezeichnetes Porträt von Pehr Henrik Ling aus dem Jahre seines Todes (1839)

Pehr Henrik Ling (in älteren Quellen meist Per Henrik Ling, in englischen Quellen auch Peter Henry Ling; * 15. November 1776 in Södra Ljunga (Kronobergs län); † 3. Mai 1839 in Stockholm) war ein schwedischer Dichter und Autor sowie Begründer der Schwedischen Gymnastik. Er gilt neben Albert Hoffa und Johann Georg Mezger als Vater der Klassischen Massage, die deshalb auch Schwedische Massage genannt wird.

## Leben

### Kindheit und Lehrjahre
Ling wurde im Dorf Södra Ljunga in der Provinz Kronobergs län (historische Provinz Småland) etwa 15 Kilometer südlich von Ljungby geboren. Vier Jahre nach Lings Geburt starb sein Vater, Lars Peter Ling, der Pfarrer von Södra Ljunga war. Seine Mutter, Hedvig Maria Molin, heiratete den Amtsnachfolger, verstarb allerdings kurz nach dieser Hochzeit.
Er wurde auf das Gymnasium im nahe gelegenen Växjö geschickt. Eine Jahreszahl ist nicht bekannt, ebenso ob er vorher eine andere Schule besucht hat. 1792 wurde Ling des Gymnasiums verwiesen, als er sich nach einem Aufstand einiger Schüler weigerte, die Anführer zu nennen. Die nächste nachweisliche Station Lings ist die Universität Uppsala, an der er 1793 Theologie studierte. Nach vier Jahren konnte er dieses Studium am 21. Dezember 1797 mit einem Diplom abschließen. Er entschloss sich zu einer längeren Reise durch Europa und verließ 1799 Schweden in Richtung Dänemark. Seine erste Station war Kopenhagen. Danach hielt er sich in Deutschland, Frankreich und England auf. Er eignete sich die Sprachen der von ihm bereisten Länder an und lernte in Deutschland das frisch erwachte „deutsche Turnen“ kennen. Einige Quellen sehen in dieser Begegnung den Grundstein für seine spätere Arbeit mit der schwedischen Gymnastik. Die nächsten Aufzeichnungen über Lings Leben berichten vom Jahr 1801, in welchem er als Offizier der Marine an der Seeschlacht von Kopenhagen teilnahm.
Obwohl Ling auf seinen Reisen immer wieder Arbeit hatte, war er in diesen Jahren des Öfteren mittellos. Später erzählte er Freunden, dass er stolz darauf sei, seine Lebensbedürfnisse jederzeit auf das äußerste Maß einschränken zu können. Allerdings hinterließen die Jahre der Reisen und Armut, manchmal ohne Essen und Schlaf, und der Dienst bei der Armee körperliche Spuren: sein allgemeiner körperlicher Zustand verschlechterte sich, er zeigte Symptome von Rheuma und hatte sogar Paralysen.

### Ein Ziel, zwei Wege
Im Jahr 1804 errichteten zwei französische Immigranten an der Universität Kopenhagen eine Fechtschule. Interessiert an diesem Sport, reiste Ling nach Dänemark und wurde Schüler der beiden Franzosen. Er bemerkte, dass die regelmäßigen Fechtübungen seine Gesundheit verbesserten und er schließlich wieder vollkommen rehabilitiert war. Da er eine besondere Begabung für diesen Sport hatte, wurde er ein Jahr später Fechtmeister an der Universität von Lund. Dort unterrichtete er Fechten und die modernen Sprachen, die er sich auf seinen Reisen angeeignet hatte. Neben seiner Tätigkeit als Dozent hielt Ling Vorträge über die skandinavische Mythologie und beschäftigte sich mit der Vergangenheit des schwedischen Volkes. Er belegte Kurse für Anatomie und Physiologie an der Universität, um den Gründen für seine Genesung auf die Spur zu kommen.
Spätestens an diesem Punkt in seinem Leben fasste er den Entschluss, die Schweden zu würdigen Nachkommen der alten Nordländer zu machen. Dieses Ziel wollte er sowohl mit Gymnastik als auch mit Poesie erreichen. Durch sein Engagement als Dichter und Autor der nordischen Mythologie bekam er Kontakt zu Gleichgesinnten. Anfangs trafen sie sich aus Spaß, später gründete diese Gruppe den Gotischen Bund (Götiska Förbundet) mit dem Ziel, den Schweden über Poesie ihren Stolz und ihr nordländisches Nationalgefühl wiederzugeben. Ling selbst schrieb einige Stücke, wie zum Beispiel Asarne oder Gylfe. Die Schwedische Akademie (Svenska Akademien) ernannte ihn im Jahre 1835 zum Nachfolger des Verstorbenen Anders Fredrik Skjöldebrand (1757 bis 1834). Ling bekam dessen Sitzplatz (Nummer 18) und blieb, wie es die Statuten der Akademie vorsehen, bis zu seinem Tod im Jahre 1839 Mitglied.

### Umstrittener Erneuerer
1812 bat er die schwedische Regierung um Gelder für die Einrichtung eines gymnastischen Institutes in Stockholm. Die Antwort war genauso knapp wie direkt: „Wir haben der Jongleure und Seiltänzer schon genug, ohne ihretwegen die Staatskasse zu belästigen.“ Ling konzentrierte sich auf die Weiterentwicklung des Fechtens und seiner Gymnastik. Seine Bekanntheit als Fechtlehrer half ihm seine gymnastischen Übungen bekannt zu machen. Innerhalb eines Jahres war sein Ansehen in der Gesellschaft so stark gewachsen, dass ihm die Gelder für das Institut bei einer erneuten Anfrage genehmigt wurden. Es waren zwar nur geringe Gelder, aber Ling konnte 1813 das Gymnastische Zentralinstitut (schwedisch Gymnastiska Centralinstitutet, kurz GCI) in Stockholm gründen und wurde dessen Vorsteher. Bereits wenige Monate später wurden seine gymnastischen Übungen in vielen schwedischen Einrichtungen, wie z. B. Schulen, und bei der Armee eingeführt. 1818 übernahmen die Truppen der Provinz Schonen eine von ihm entwickelte Art des Bajonettfechtens. Diese Erfolge in staatlichen Einrichtungen versetzten ihn in den Stand, weitere Gelder für das GCI zu fordern und sie auch genehmigt zu bekommen.
Ling war allerdings nicht unumstritten. Die Schulmediziner standen seiner Arbeit skeptisch gegenüber und wollten seine Gymnastik höchstens zur Prävention oder als Behandlung bei „Wehwehchen“ anerkennen. An dieser Einstellung änderte sich bis zu seinem Tod nichts. Trotz seiner umstrittenen Person wurden ihm allerdings Auszeichnungen wie der Schwedische Professorentitel, der Titel Ritter des Nordstern-Ordens verliehen und er wurde zum Mitglied der Schwedischen Medizinischen Gesellschaft (Sveriges läkarförbund) gewählt. Seine Schüler hingegen zeigten ihm ihre Wertschätzung insbesondere in Form einer ihm 1821 zum Geschenk gemachten silbernen Medaille: Auf der einen Seite ein Brustbild von Ling, auf der anderen die Umschrift „Dem hochgefeierten Idrottmann von seinen Freunden und Schülern“.
Die folgenden Jahre verbrachte Ling mit der Verbesserung seiner Übungen an GCI. 1836 wurde sein Bajonettfechten bei der schwedischen Infanterie übernommen. Er schrieb noch weitere Gedichte und die einzigen drei Bücher, die es über seine Lehren aus seiner Feder gibt. Das größte und wichtigste Werk, Gymnastikens allmänna grunder, wurde erst ein Jahr nach seinem Tod durch seine Schüler Liedbeck und Georgii veröffentlicht. Ling starb am 3. Mai 1839 in Stockholm, nachdem er einige Monate vorher an einer Lebertuberkulose erkrankt war.

## Lehre
„Lings innerem Auge stellte sich jetzt in immer hellern Glanze das Bild dar eines Menschengeschlechts, neugeboren in Gewandheit, Kraft, leiblicher und sittlicher Gesundheit und Schönheit; [...]“

Lings Leitbild war es, den vaterländischen Geist zu stärken und das Heldentum der Ahnen zu erneuern. Nach Aussagen seiner Schüler war Lings Urgroßvater sein größtes Vorbild. Dieser wurde über 100 Jahre alt und zeugte 19 Kinder. Ling wollte, nachdem er seine körperliche Stärke durch die Fechtübungen zurückbekam, dieses Wissen der skandinavischen Bevölkerung zu Nutze machen. Da seine Übungen bereits in der Jugend anzuwenden waren, gilt er neben F. L. Jahn, J. C. F. GutsMuths und J. H. Pestalozzi als Reformator der Jugenderziehung. Bereits ein paar Jahre bevor Ling mit seiner systematischen Entwicklung der Gymnastik begann, machte sich Franz Nachtegall in Dänemark mit Gymnastik einen Namen. Teilweise beruhen Lings Theorien auf Nachtegalls Leibesübungen.
Das Leben besteht nach Lings Theorie aus der chemischen Grundform, der dynamischen Grundform und der mechanischen Grundform. Wenn eine dieser Formen von Erkrankungen oder Beschwerden heimgesucht wird, muss mit der jeweils entsprechenden Therapie begonnen werden. Bei der mechanischen Grundform war die Gymnastik seine Therapie der Wahl. Die Gymnastik war in seinen Augen aber nicht in erster Linie Heilmethode, sondern galt vielmehr der Prävention. Hierfür entwickelte Ling sein System der Gymnastik, welches auf vier Säulen aufbaut und, sofern es konsequent durchgeführt werde, dem Menschen Kraft und Fitness bescheren sollte. Die vier Säulen stehen für verschiedene Arten der Gymnastik, mit eigenen Übungen und eigenen Schwerpunkten im Bezug auf Ausübung, Dauer, Exaktheit und vieles mehr. Die Medizinische Gymnastik soll den schwachen Körper des Patienten stärken und das Allgemeinwohl heben. Genau geleitete Übungen sollen bei der Pädagogischen Gymnastik der Jugend Disziplin und Gehorsam lehren. Die Wehrgymnastik dient als Vorbereitung auf die Armee, sollte den Körper stählen und für eine aufrechte Haltung sorgen. Als letzte Säule hatte die Ästhetische Gymnastik die Aufgabe, die Bewegungen des Körpers eleganter zu machen und so Schönheit zu bringen. In Lings spärlichen Aufzeichnungen finden sich immer wieder Hinweise auf Handgriffe, die der Massage sehr ähnlich sind. Nach seiner Lehre hatten diese allerdings nicht die gleiche Bedeutung wie sie das in der heutigen Klassischen Massage haben. Sie dienten aber Albert Hoffa und Johann G. Mezger als Grundlage für die heute üblichen 5 Handgriffe der Massage.
Neben dem Körper wollte Ling auch den Geist der Nordländer im modernen Skandinavien wieder aufleben lassen. Seine Gedichte und Epen mit Themen aus nordischen Märchen und Geschichten erzählen von Helden und ihrem Leben. Asarne ist z. B. ein Epos über die Frühzeit des Nordens. Seine literarischen Werke sind heute, außer im skandinavischen Bereich, nicht mehr sehr verbreitet.

## Nachleben

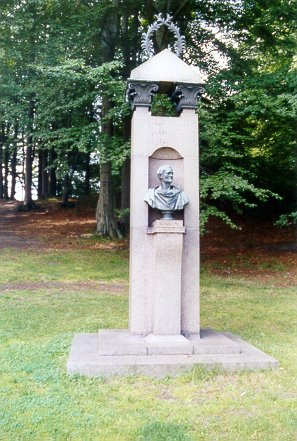
Büste Lings in Göteborg. Erbaut von Hans Michelsen.

Nach Lings Tod übernahm sein Schüler, Professor Lars Gabriel Branting, die Leitung des GCI und führte seine Ideen fort. Die Gymnastik entwickelte sich in zwei unterschiedliche Richtungen. Die eine Gruppe seiner Schüler zeigte einen gemäßigten Ansatz und verstand die Gymnastik als Teil oder Ergänzung der schulmedizinischen Behandlung und der Prävention. Die andere Gruppe wollte bei vielen Erkrankungen die Schulmedizin gänzlich vertreiben und die Gymnastik als alleinige Therapie manifestieren.
In Anerkennung seiner Verdienste steht heute in Stockholm in der Nähe des früheren GCI, an der Kreuzung Hamngatan und Sveavägen, die Statue eines kleinen Mädchens beim Ausüben der Lingschen Gymnastik. In Göteborg steht eine Büste von Ling. Das Pfarrhaus, wo er seine Kindheit verbrachte, ist inzwischen zu einem Museum umfunktioniert worden. Eine besondere Ehre wurde Ling bei den Olympischen Sommerspielen 1912 in Stockholm zuteil, bei denen seine Büste auf der Rückseite der Medaillen abgebildet war.

## Schriften
Ling hat erst gegen Ende seines Lebens Bücher über seine Lehren der Gymnastik und des Fechtens veröffentlicht. Alle früheren Werke sind Gedichte und Dramen über die nordische Mythologie, die größtenteils im oder in Zusammenarbeit mit dem Götiska Förbundet entstanden sind.
- Agne (sorgspel). Lund 1812.
- Eylif den göthiske (sorgspel). Stockholm 1814.
- Gylfe. Stockholm 1814.
- Asarne (sånger). Stockholm 1816.
- Riksdagen 1527 (historisk Skadespel). Stockholm 1817.
- Den heliga Birgitta (sorgspel). Stockholm 1818.
- Eddornas sinnebildslära för olärde (framställd). Stockholm 1819.
- Blot-Sven (sorgspel). Stockholm 1824.
- Styrbjörn Starke (historiskt skådespel 1). Stockholm 1824.
- Ingiald Illråda och Ivar Widfamne (historiskt skådespel 2). Stockholm 1824.
- Reglemente för gymnastik. Stockholm 1836.
- Reglemente för bajonett fäktning. Stockholm 1838.
- Gymnastikens allmänna grunder. Uppsala 1840. (von seinen Schülern vollendet)